# Kumla Hockey
Le Kumla Hockey est un club de hockey sur glace de Kumla en Suède. Il évolue en Division 1, le troisième échelon suédois.

## Historique
Le club est créé en 1963.

## Palmarès
- Aucun titre.